# موندیال
موندیال (انگلیسی: Mondial) شرکت موتورسیکلت‌سازی ایتالیایی است، که در سال ۱۹۲۹ تأسیس شد.